# オタワ国際アニメーションフェスティバル
オタワ国際アニメーション映画祭（Ottawa International Animation Festival / OIAF）は、毎年9月にカナダの首都、オタワで開催される北米最大級のアニメーション・フェスティバルである。
国際アニメーション映画協会公認の国際映画祭であり、アヌシー・ザグレブ・広島（2020年終了）と並ぶ世界4大アニメーションフェスティバルとして知られている。
1976年の開催当初は隔年で開催されていたが、2005年より毎年行われている。

## 部門
長編部門 (Feature Film)
45分以上のアニメーションが対象。
短編部門 (Independent Short Films Competition)
30分以下のアニメーションが対象。
学生部門 (Student Animation Competition)
学生による作品が対象。
広告部門 (Commissioned Films Competition)
特定の商業目的・プロモーション目的で制作されたアニメーションが対象。
児童向け部門 (Films/Videos Made for Children)
0歳から12歳までを対象観客とし、それぞれに向けて制作された作品が対象。

## 賞
大賞 (Grand Prize)
- 長編部門グランプリ
- 短編部門グランプリ

カテゴリー賞 (CATEGORY AWARDS)
- ナラティブ短編アニメーション賞
- 実験・抽象作品賞
- 学生作品賞
- 卒業作品賞
- 広告作品賞
- 児童向け作品賞

クラフト賞 (CRAFT AWARDS)
- 脚本賞
- デザイン賞
- 技術賞
- 音楽賞

## 短編部門グランプリ
| 開催年 | 題名                                                    | 監督                         | 製作国                  |
| ------ | ------------------------------------------------------- | ---------------------------- | ----------------------- |
| 1976年 | ストリート The Street                                   | キャロライン・リーフ         | カナダ                  |
| 1978年 | 大西洋横断 La traversée de l'Atlantique à la rame       | ジャン＝フランソワ・ラギオニ | フランス                |
| 1980年 | Ubu                                                     | ジェフ・ダンバー             | イギリス                |
| 1982年 | クラック!                                               | フレデリック・バック         | カナダ                  |
| 1984年 | Chips                                                   | イェジー・クチャ             | ポーランド              |
| 1986年 | The Frog, the Dog, and the Devil                        | ボブ・ステンハウス           | ニュージーランド        |
| 1988年 | 木を植えた男 L'homme qui plantait des arbres            | フレデリック・バック         | カナダ                  |
| 1990年 | 妻は雌鳥 Hen, His Wife                                  | イゴール・コヴァリョフ       | ソビエト連邦            |
| 1992年 | 姉妹 Two Sisters                                        | キャロライン・リーフ         | カナダ                  |
| 1994年 | ペンギンに気をつけろ! The Wrong Trousers                | ニック・パーク               | イギリス                |
| 1996年 | 窓辺の鳥 Bird in the Window                             | イゴール・コヴァリョフ       | ロシア・ アメリカ合衆国 |
| 1998年 | ニンジン達の夜 The Night of the Carrots                 | プリート・パルン             | エストニア              |
| 2000年 | 炎の輪 Ring of Fire                                     | アンドレアス・ヒュカーデ     | ドイツ                  |
| 2002年 | ホーム・ロード・ムービーズ Home Road Movies             | ロバート・ブラッドブルック   | イギリス                |
| 2004年 | ライアン Ryan                                           | クリス・ランドレス           | カナダ                  |
| 2005年 | ミルク Milch                                            | イゴール・コヴァリョフ       | アメリカ合衆国          |
| 2006年 | Dreams & Desires: Family Ties                           | ジョアンナ・クイン           | イギリス                |
| 2007年 | カフカ 田舎医者                                         | 山村浩二                     | 日本                    |
| 2008年 | チェーンソー Chainsaw                                   | デニス・トゥピコフ           | オーストラリア          |
| 2009年 | インヒアレント・オブリゲイション Kaasündinud Kohustused | ラオ・ヘイドメッツ           | エストニア              |
| 2010年 | エクスターナル・ワールド The External World             | デヴィッド・オライリー       | アイルランド            |
| 2011年 | Moxie                                                   | ステファン・アーウィン       | イギリス                |
| 2012年 | ジャンクヤード Junkyard                                 | Hisko Hulsing                | オランダ                |
| 2013年 | ロンリー・ボーンズ Lonely Bones                         | ロスト                       | フランス・ オランダ     |
| 2014年 | ヒポポタミー Hippos (Hipopotamy)                        | ピョートル・ドゥマウァ       | ポーランド              |
| 2015年 | 帽子をかぶった小さな人々 Small People With Hats         | 二瓶紗吏奈                   | イギリス                |
| 2016年 | J'aime les filles                                       | ダイアン・オボムサウィン     | カナダ                  |
| 2017年 | Ugly                                                    | ニキータ・ディアクール       | ドイツ                  |
| 2018年 | Solar Walk                                              | Réka Busic                   | デンマーク              |
| 2019年 | Don't Know What                                         | トマス・レノルドナー         | オーストリア            |
| 2020年 | KKUM                                                    | キム・カンミン               | 韓国                    |
| 2021年 | 骨嚙み                                                  | 矢野ほなみ                   | 日本                    |
| 2022年 | 半島の鳥                                                | 和田淳                       | 日本                    |
| 2023年 | みじめな奇蹟                                            | 折笠良                       | 日本                    |

## 長編部門グランプリ
| 開催年 | 題名                                                  | 監督                                              | 製作国                         |
| ------ | ----------------------------------------------------- | ------------------------------------------------- | ------------------------------ |
| 2004年 | Raining Cats and Frogs                                | ジャック＝レミ・ジレール                          | フランス                       |
| 2005年 | Nyócker                                               | Áron Gauder                                       | ハンガリー                     |
| 2006年 | ザ・クリスティーズ The Christies                      | フィル・ムロイ                                    | イギリス                       |
| 2007年 | ペルセポリス Persepolis                               | ヴァンサン・パロノー マルジャン・サトラピ         | フランス                       |
| 2008年 | バトル・フォー・テラ Terra                            | アリストメニス・ツルバ                            | アメリカ合衆国                 |
| 2009年 | メアリー & マックス Mary and Max                      | アダム・エリオット                                | オーストラリア                 |
| 2010年 | さよならミスタークリスティー Goodbye, Mister Christie | フィル・ムロイ                                    | イギリス                       |
| 2011年 | 死亡以上埋葬未満 Dead But Not Buried                  | フィル・ムロイ                                    | イギリス                       |
| 2012年 | しわ Arrugas                                          | イグナシオ・フェレーラス                          | スペイン                       |
| 2013年 | チトー・オン・アイス Tito on Ice                      | マックス・アンダーソン ヘレナ・アホネン           | スウェーデン                   |
| 2014年 | Seth’s Dominion                                       | Luc Chamberland                                   | カナダ                         |
| 2015年 | オーバー・ザ・ガーデンウォール Over The Garden Wall   | パトリック・マクヘイル                            | アメリカ合衆国・ 韓国          |
| 2016年 | Louise en Hiver                                       | ジャン＝フランソワ・ラギオニ                      | フランス・ カナダ              |
| 2017年 | 夜は短し歩けよ乙女                                    | 湯浅政明                                          | 日本                           |
| 2018年 | This Magnificent Cake!                                | マーク・ジェイムス・ロエルズ エマ・ドゥ・スワーフ | ベルギー・ フランス・ オランダ |
| 2019年 | 音楽                                                  | 岩井澤健治                                        | 日本                           |
| 2020年 | Zabij to i wyjedź z tego miasta                       | マリウシュ・ヴィルチンスキ                        | ポーランド                     |
| 2021年 | Bob Spit                                              | Cesar Cabral                                      | ブラジル                       |
| 2022年 | 幾多の北                                              | 山村浩二                                          | 日本                           |
| 2023年 | Adam change lentement                                 | Joël Vaudreuil                                    | カナダ                         |

## 日本の受賞者および作品
| 開催年 | 題名                     | 監督       | 部門     | 賞               |
| ------ | ------------------------ | ---------- | -------- | ---------------- |
| 2007年 | カフカ 田舎医者          | 山村浩二   | 短編部門 | グランプリ       |
| 2015年 | 帽子をかぶった小さな人々 | 二瓶紗吏奈 | 短編部門 | グランプリ       |
| 2016年 | 水準原点                 | 折笠良     | -        | 実験・抽象作品賞 |
| 2017年 | 夜は短し歩けよ乙女       | 湯浅政明   | 長編部門 | グランプリ       |
| 2019年 | 音楽                     | 岩井澤健治 | 長編部門 | グランプリ       |
| 2021年 | 骨嚙み                   | 矢野ほなみ | 短編部門 | グランプリ       |
| 2022年 | 半島の鳥                 | 和田淳     | 短編部門 | グランプリ       |
| 2022年 | 幾多の北                 | 山村浩二   | 長編部門 | グランプリ       |